# イトーヨーカドー姉崎店
イトーヨーカドー姉崎店（イトーヨーカドーあねさきてん）は、かつて千葉県市原市姉崎に存在した総合スーパー。

## 概要
市原市内では1976年（昭和51年）開業の市原店に続いて2番目のイトーヨーカドー店舗として1980年（昭和55年）に開業した。地上3階建てと規模は小さい。周辺のベッドタウンに住む家族世帯をターゲットとして想定し、買回り品も扱う大型店である市原店に対して、姉崎店は食品を主体とした最寄品中心の売場構成とした。

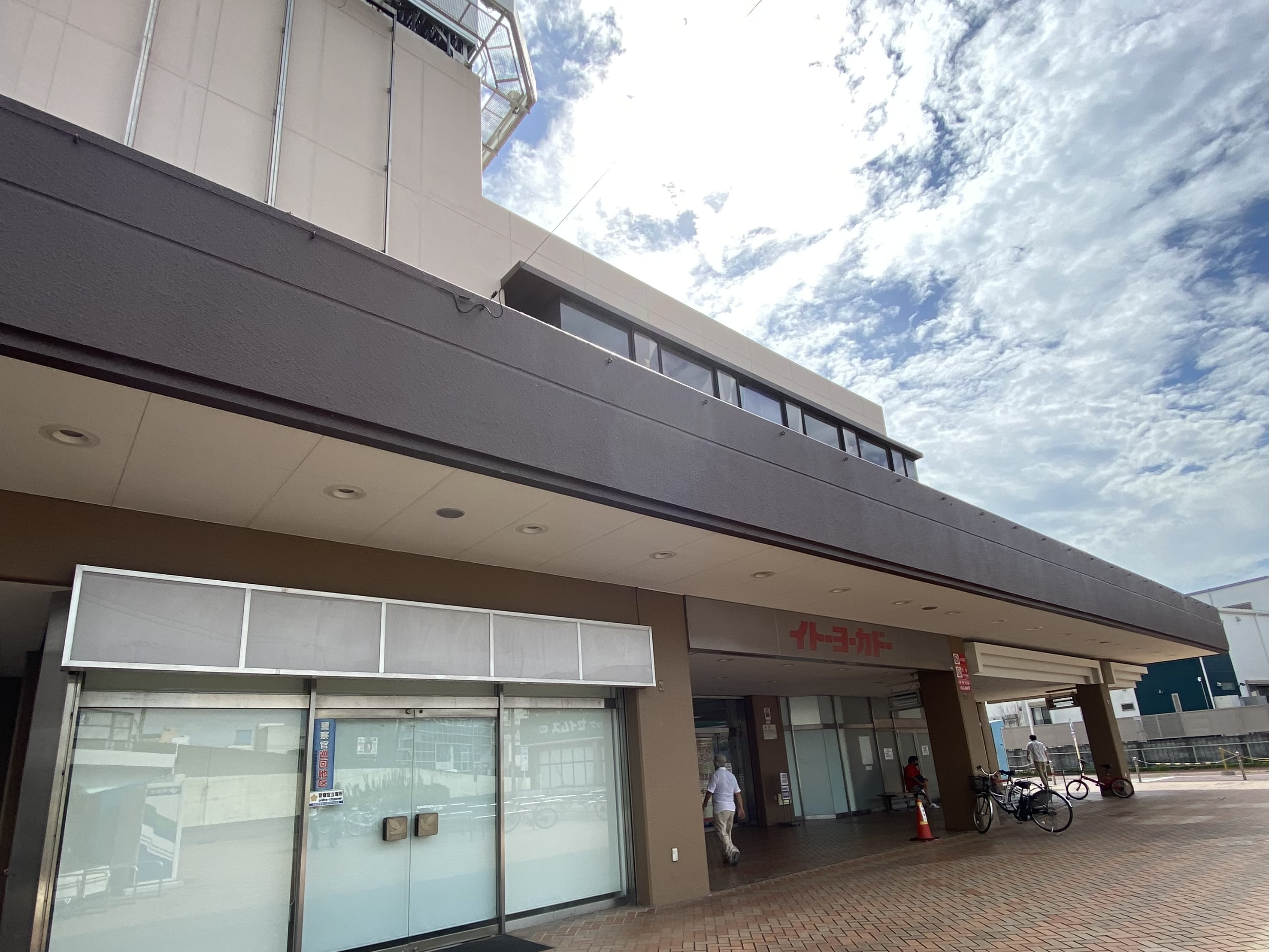
正面
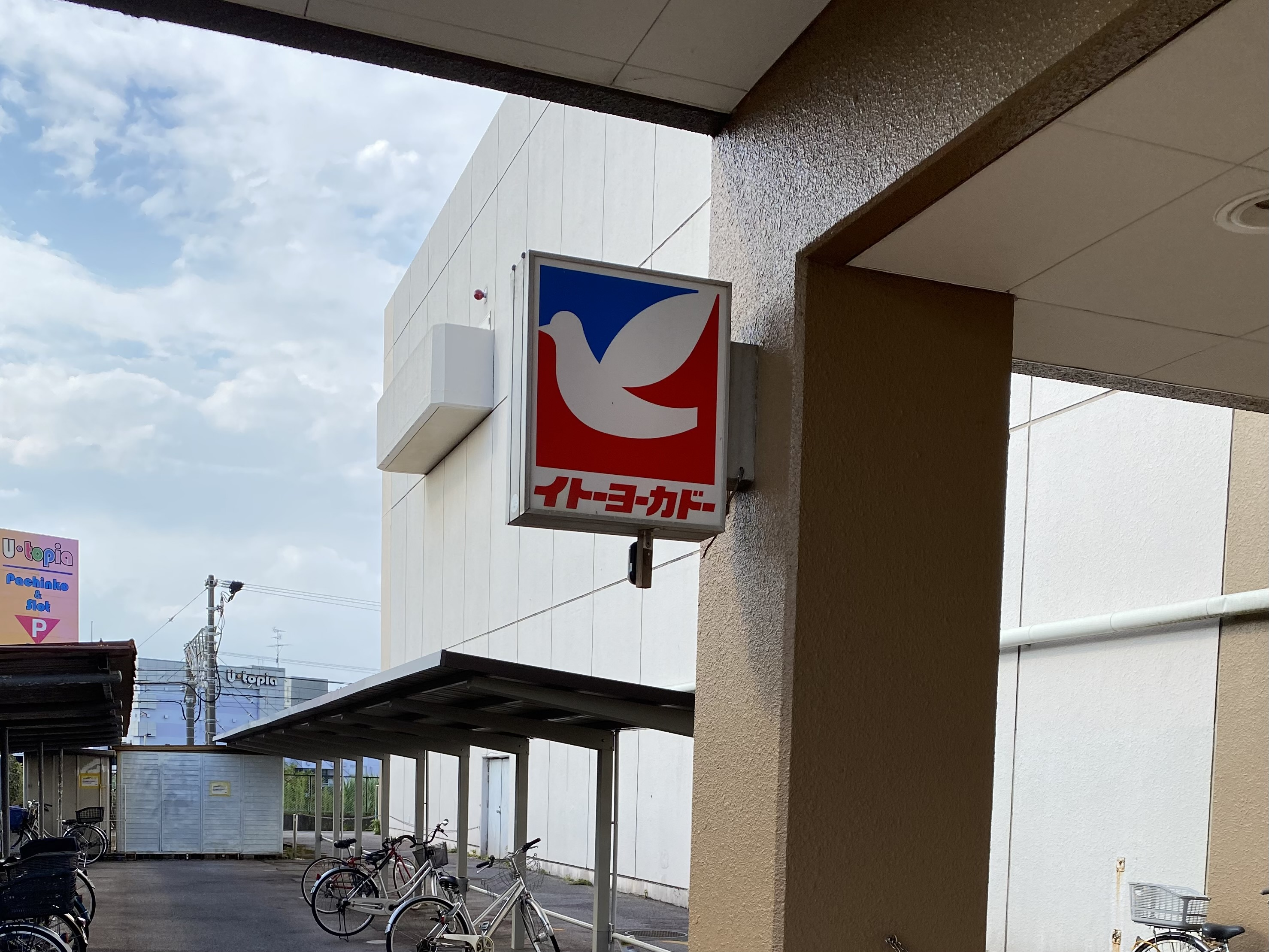
鳩マーク
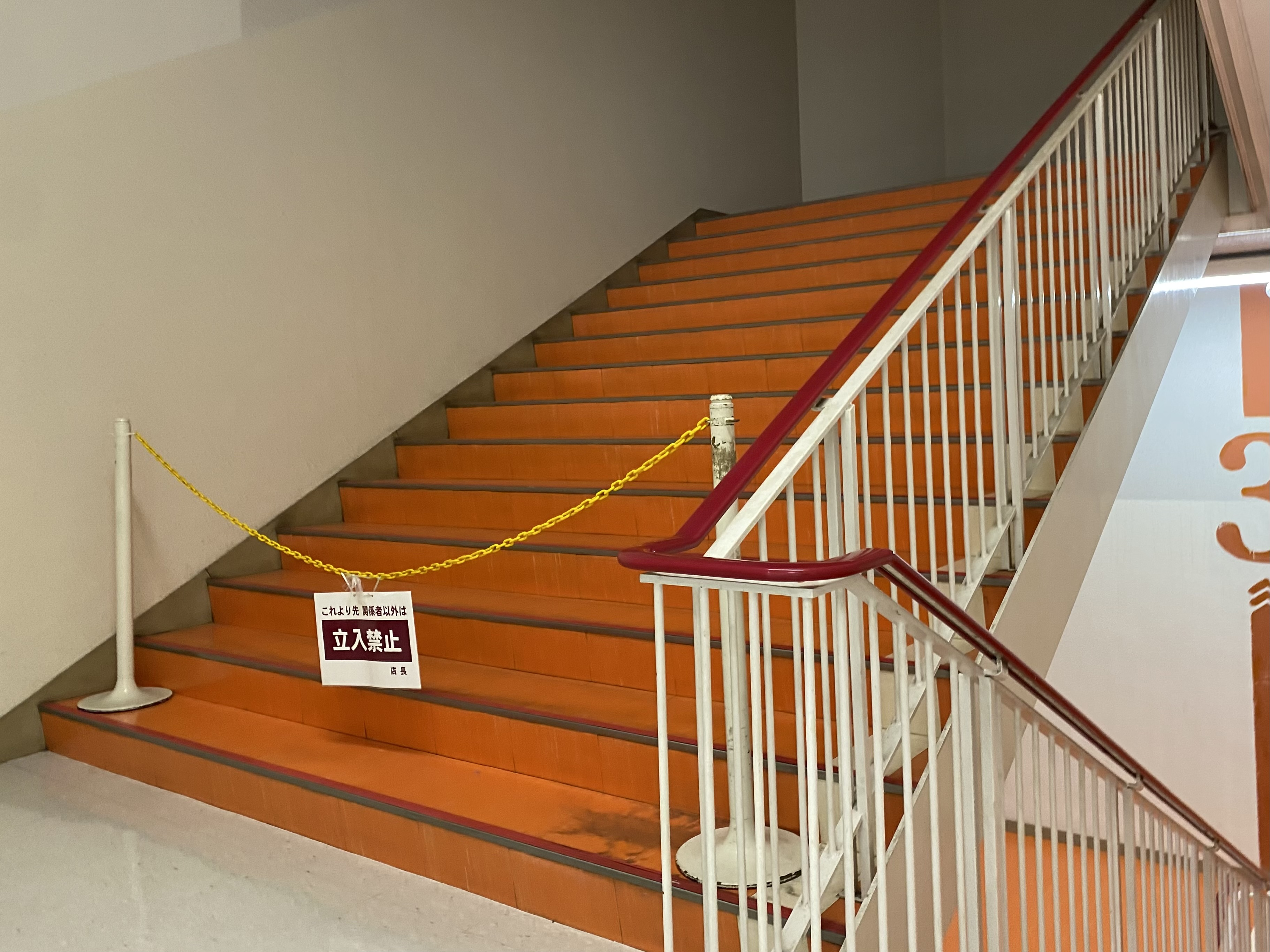
階段

## 沿革

### 概歴
1980年（昭和55年）4月26日に開店。同店の進出に伴い姉ケ崎駅東口周辺の地元商店は「姉崎中央商店会」に相次いで加盟、1990年（平成2年）には加盟店は118店を数えた。その後、内房線東側の宅地開発が進展し開店したスーパーマーケットの影響で売上は減少、1996年（平成8年）2月期の売上高は前年比92.3%の64億6600万円となった。商圏の縮小に直面すると同時に建物の老朽化も進んでいた。このため、イトーヨーカ堂の業績不振による事業改革の一環として、2025年（令和7年）2月24日をもって閉店し、44年の歴史に幕を下ろすことになった。

### 年表
- 1980年（昭和55年）4月26日 - 開業。
- 1992年（平成4年）1月3日 - トイレで置き去りにされている赤ちゃんが発見される[9]。
- 2001年（平成13年）4月28日 - 従業員更衣室に侵入し制服を盗んだ疑いで男が逮捕[10]。
- 2004年（平成16年）9月20日 - トイレで他の客の財布を盗んだとして男が逮捕[11]。
- 2017年（平成29年）10月27日 - 駐車場で女性がナイフで切り付けられる事件が発生[12]。
- 2025年（令和7年）2月24日 - 閉店[7]。

## テナント
| 階  | フロア概要           |
| --- | -------------------- |
| 3階 | 暮らしのフロア       |
| 2階 | ファッションのフロア |
| 1階 | 食品と日用品のフロア |

### かつて入居していた主なテナント
- ポッポ：1階
- 白洋舎：1階
- モーリーファンタジー：3階
- そば徳：3階
- こころっこ：3階